# Echeveria alata
Echeveria alata là một loài thực vật có hoa trong họ Crassulaceae. Loài này được Alexander miêu tả khoa học đầu tiên năm 1941.